# Heliconia gigantea
Heliconia gigantea là một loài thực vật có hoa trong họ Heliconiaceae. Loài này được W.J.Kress & Betancur mô tả khoa học đầu tiên năm 1993.